# Et pendant ce temps Simone veille
Et pendant ce temps Simone Veille est une pièce de théâtre créée par Trinidad, Bonbon, Hélène Serres, Vanina Sicurani et mise en scène par Gil Galliot. 

## Résumé
La pièce retrace l'histoire de trois femmes sur quatre générations avec une Simone qui nous rappelle les dates importantes qui ont jalonné l’évolution de la condition féminine en France des années 1950 à nos jours, mais pas seulement. Elle donne aussi la réplique à trois femmes qui se glissent tour à tour dans la peau de quatre générations de femmes. 
Ces trois femmes au destin différent ont toutefois un point commun, elles ont travaillé pendant la guerre et ont gardé la nostalgie d’une indépendance « éphémère » devenue après le retour des hommes : « effet mère ». Car dans leur quotidien des années 50 elles sont cantonnées dans leur rôle de femme au foyer avec pour seule consolation l’arrivée de l’électroménager. Sauront-elles transmettre à leur descendance ce goût de liberté ?
De la lutte pour l’avortement à la procréation assistée en passant par la pilule et le planning familial, leur voyage dans le temps nous remet les idées au clair. Avec humour et sans sermons, elles rappellent certaines vérités (à travail égal, les femmes gagnent toujours 20% de moins que les hommes) et soulignent quelques absurdités (la loi qui interdisait aux femmes de porter un pantalon n’a été abrogée qu’en 2013). Avec cette pièce nous (re)découvrons cette quête d'une égalité hommes / femmes qui s'est faite à force de combats, de désirs et de doutes.
Sur la scène, pas de fioritures, juste quelques chiffres en papier mâché qui servent de calendrier et de chaises aux comédiennes. Assises, elles débriefent de la vie quotidienne et prônent (ou pas) l’émancipation de la femme. Quand elles se lèvent, c’est pour se déhancher et parodier quelques-uns de nos tubes préférés. « Pour que tu m’aimes  encore », « Fever », « Belle »… 

## Critique dans les médias
Selon le magazine Elle,  c'est  "Une pièce qui amuse autant qu’elle donne à réfléchir et un hommage puissant à toutes les Simone qui ont fait de la femme une personne".

## Distribution
- Fabienne Chaudat en alternance avec Nelly Holson, Sonia Morgavi, Morgane Lombard : Simone
- Trinidad : Marcelle, l'ouvrière
- Agnès Bove  en alternance avec Anne le Coutour : France, la bourgeoise
- Bénédicte Charton en alternance avec Anne Barbier : Giovanna,  issue de la classe moyenne

## Représentation
Depuis 2015, la pièce est jouée successivement au Théâtre Hébertot, à la Comédie bastille, au Théâtre Fontaine ainsi qu'en tournée dans toute la France et au Festival d'Avignon.

## Critiques
Selon Sandrine Blanchard du quotidien Le Monde : "Il y a de l'auto-dérision, de la pertinence, de la tendresse dans l'écriture et dans le regard porté sur l'itinéraire intime de ces femmes qui se débattent dans leur époque. Le tout est ponctué de chansons désopilantes (tubes dont les paroles ont été réadaptées à la cause des femmes) pour former un spectacle qui allie avec bonheur drôlerie et clairvoyance sur cet inventaire du féminisme".